# Filmografia lui Wesley Snipes
Aceasta este filmografia lui Wesley Snipes:

## Filme
| An   | Titlu                                            | Rol                             | Note                                                      |
| ---- | ------------------------------------------------ | ------------------------------- | --------------------------------------------------------- |
| 1986 | Wildcats                                         | Trumaine                        |                                                           |
| 1986 | Streets of Gold                                  | Roland Jenkins                  |                                                           |
| 1988 | Vietnam War Story II                             | Young Soldier                   | Direct-pe-video                                           |
| 1989 | Indienii din Cleveland                           | "Willie Mays" Hayes             |                                                           |
| 1990 | Mo' Better Blues                                 | Shadow Handerson                |                                                           |
| 1990 | King of New York                                 | Thomas Flanigan                 |                                                           |
| 1991 | Pericol în Harlem                                | Nino Brown                      | Nominalizare la MTV Movie Award for Best Villain          |
| 1991 | Jungle Fever                                     | Flipper "Flip" Purify           |                                                           |
| 1992 | The Waterdance                                   | Raymond Hill                    |                                                           |
| 1992 | White Men Can't Jump Albii nu pot sări           | Sidney "Syd" Deane              |                                                           |
| 1992 | Passenger 57                                     | John Cutter                     |                                                           |
| 1993 | Boiling Point                                    | Jimmy Mercer                    |                                                           |
| 1993 | Rising Sun                                       | Lt. Webster "Web" Smith         |                                                           |
| 1993 | Demolition Man                                   | Simon Phoenix                   |                                                           |
| 1994 | Sugar Hill                                       | Roemello Skugs                  |                                                           |
| 1994 | Drop Zone                                        | Pete Nessip                     |                                                           |
| 1995 | To Wong Foo, Thanks for Everything! Julie Newmar | Noxeema Jackson                 |                                                           |
| 1995 | Money Train Trenul cu bani                       | John                            |                                                           |
| 1995 | Waiting to Exhale                                | James Wheeler                   | (nemenționat)                                             |
| 1996 | The Fan Un admirator fanatic                     | Bobby "Bob" Rayburn             |                                                           |
| 1997 | America's Dream                                  | George Du Vail                  | film de televiziune                                       |
| 1997 | Murder at 1600                                   | Detective Harlan Regis          |                                                           |
| 1997 | One Night Stand                                  | Maximilian "Max" Carlyle        | Volpi Cup – Festival de film de la Veneția                |
| 1998 | U.S. Marshals Legea e lege                       | Mark J. Sheridan/Warren/Roberts |                                                           |
| 1998 | Blade                                            | Blade/Eric Brooks/The Daywalker | De asemenea coregraf de lupte și producător               |
| 1998 | Futuresport                                      | Obike Fixx                      | TV                                                        |
| 1998 | Down in the Delta                                | Will Sinclair                   | De asemenea producător executiv                           |
| 2000 | The Art of War                                   | Neil Shaw                       |                                                           |
| 2000 | Disappearing Acts                                | Franklin Swift                  | De asemenea producător                                    |
| 2002 | Liberty Stands Still                             | Joe                             |                                                           |
| 2002 | Blade II                                         | Blade/Eric Brooks/The Daywalker | De asemenea coregraf de lupte , coordonator și producător |
| 2002 | ZigZag                                           | David "Dave" Fletcher           |                                                           |
| 2002 | Undisputed                                       | Monroe "Undisputed" Hutchens    | De asemenea producător                                    |
| 2004 | Unstoppable                                      | Dean Cage                       | Direct-pe-DVD                                             |
| 2004 | Blade: Trinity                                   | Blade/Eric Brooks/The Daywalker | De asemenea producător                                    |
| 2005 | 7 Seconds                                        | Jack Tulliver                   | Direct-pe-DVD                                             |
| 2005 | The Marksman                                     | Painter                         | Direct-pe-DVD                                             |
| 2006 | Hard Luck                                        | Lucky                           | Direct-pe-DVD                                             |
| 2006 | Chaos                                            | Jason York/Scott Curtis/Lorenz  |                                                           |
| 2006 | The Detonator                                    | Sonni Griffith                  | Direct-pe-DVD                                             |
| 2007 | The Contractor                                   | James Dial                      | Direct-pe-DVD                                             |
| 2008 | The Art of War II: Betrayal                      | Neil Shaw                       | Direct-pe-DVD                                             |
| 2010 | Brooklyn's Finest                                | Casanova "Caz" Phillips         | Black Reel Award for Best Supporting Actor                |
| 2010 | Game of Death                                    | Agent Marcus                    |                                                           |
| UNKN | Gallowwalker                                     | Aman                            | Filmări din 2006 - Nu a avut premiera încă                |

## Seriale de televiziune
| An   | Titlu                             | Rol              | Episoade                                                  |
| ---- | --------------------------------- | ---------------- | --------------------------------------------------------- |
| 1986 | Miami Vice                        | Silk             | Streetwise                                                |
| 1987 | Vietnam War Story                 | Young Soldier    | An Old Ghost Walks the Earth                              |
| 1989 | A Man Called Hawk                 | Nicholas Murdock | Choice of Chance                                          |
| 1989 | The Days and Nights of Molly Dodd | Hood             | Here's Why You Should Always Make Your Bed in the Morning |
| 1990 | H.E.L.P.                          | Lou Barton       | Series lead                                               |
| 1997 | Happily Ever After                | The Pied Piper   | The Pied Piper                                            |
| 2002 | The Bernie Mac Show               | Duke             | Rope-a-Dope                                               |

## Altele
| An   | Titlu                                                  | Rol              | Note                    |
| ---- | ------------------------------------------------------ | ---------------- | ----------------------- |
| 1986 | Execution of Justice                                   | Sister Boom Boom | Broadway Production     |
| 1987 | Critical Condition                                     | Ambulance Driver | Scurtă apariție (Cameo) |
| 1995 | Waiting to Exhale                                      | James Wheeler    | nemenționat             |
| 1998 | Masters of the Martial Arts presented by Wesley Snipes | În rolul său     | Documentar              |
| 1998 | Jackie Chan: My Story                                  | În rolul său     | Documentar              |
| 1999 | Play It to the Bone                                    | Ringside Fan     | Apariție Cameo          |